# シェニール織

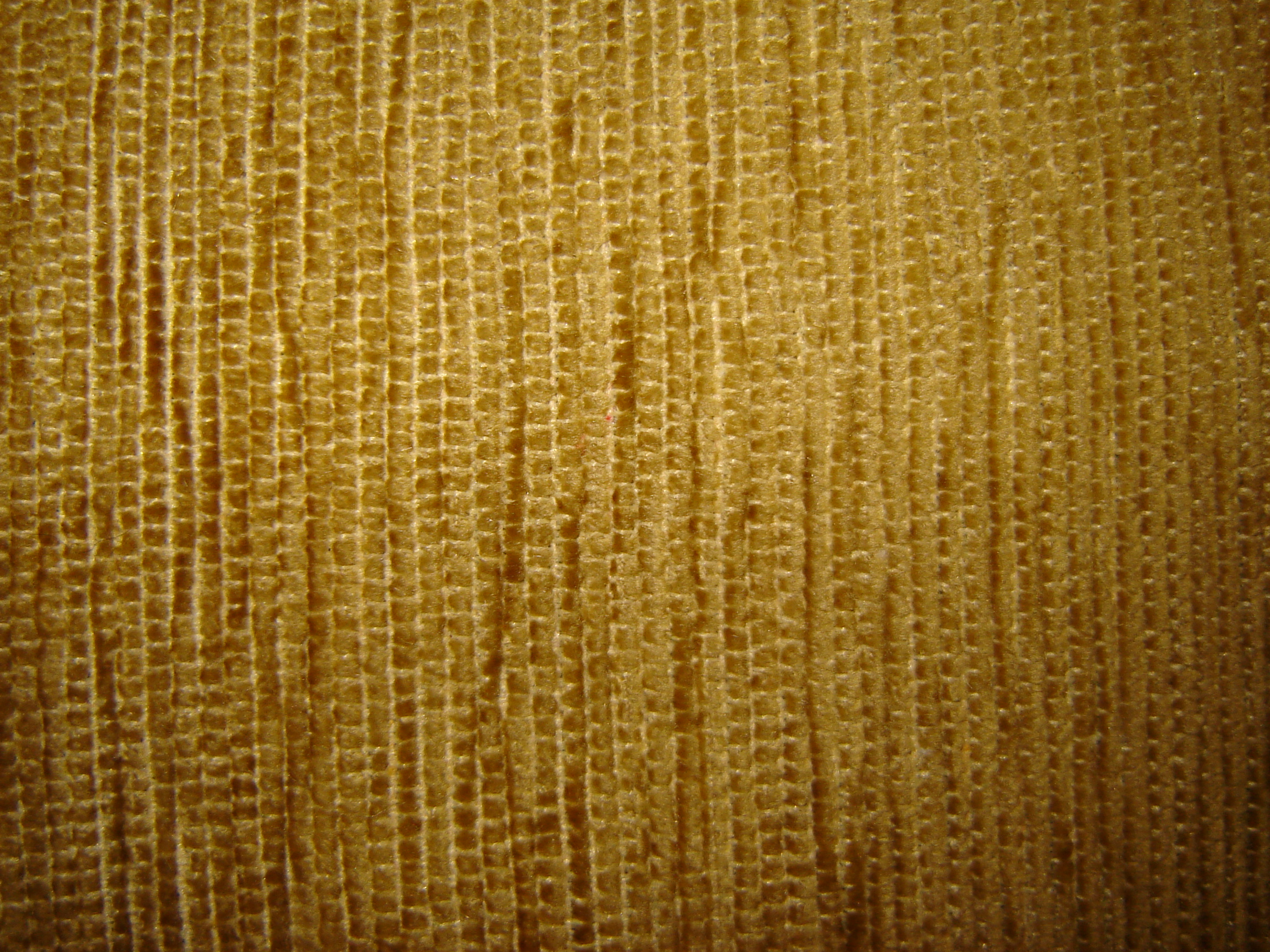
シェニール織で織られた布の拡大図

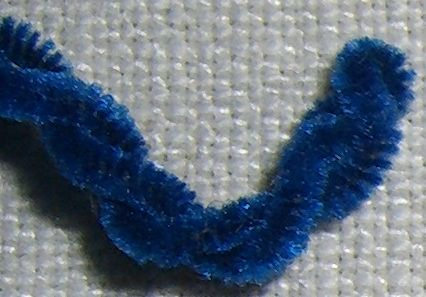
シェニール糸の拡大図

シェニール織（シェニールおり、英語：Chenille fabric）とは、18世紀末にスコットランドで生まれ、チェコからドイツへ渡り、日本には明治時代初期に持ち込まれた両面パイルの織物である。二度の製織工程で作られ表も裏も同じ多色柄が特徴である。シェニール（ Chenille ）とはフランス語で毛虫の事である。
織物歴史家によると、シェニール型の糸の歴史は浅く、18世紀のフランスが発祥と信じられている。レノ織の布を織った後、シェニール糸を作るために布を細長く切る技術が関与している。
イギリス、ペイズリーの織物工場長 Alexander Buchanan が、1830年代にスコットランドへシェニール織を導入したと信じられている。ここで彼は「毛羽だったショール」を織る方法を開発した。着色ウールから毛布を作った後、それを細長く切断した。そしてそれらを加熱ローラーによって処理して縮れ毛を作った。 この結果、非常に柔らかい毛羽だった生地がシェニールと名づけられた。別のペイズリーショール製造者達は、この技術をさらに発展させていった。 James Templeton と William Quiglay は、 imitation oriental rug（東洋風絨毯？）にシェニール織の技術を改良して作り上げた。複雑なパターンは自動化には難しかったが、この技術で問題は解決された。二人は技術を特許化したが、Quiglayは権利をすぐに売却した。Templetonの会社 は、その後イギリスの織物工場（ James Templeton & Co ）として成功を収めた。
ムガル帝国でも類似した織物があり、日本ではモール織と呼ばれる。